# Jüdische Gemeinde Igersheim
Die jüdische Gemeinde in Igersheim bestand vom 16. Jahrhundert bis 1938.

## Geschichte

### Historische Entwicklung der jüdischen Gemeinde
In Igersheim bestand eine jüdische Gemeinde ab dem 16. Jahrhundert bis um 1900, danach als Filialgemeinde der jüdischen Gemeinde Markelsheim bis 1938. Im Jahre 1564 wurden erstmals Juden am Ort genannt. Die jüdische Gemeinde Igersheim besaß die Synagoge Igersheim, eine jüdische Schule und ein rituelles Bad. Ein eigener Religionslehrer war angestellt, der zugleich als Vorbeter und Schochet tätig war. Die Toten der Gemeinde wurden auf dem jüdischen Friedhof Unterbalbach bestattet. 1828 wurde die jüdische Gemeinde Igersheim dem Bezirksrabbinat Mergentheim zugeteilt. Ab 1832 gehörte nach einer Neueinteilung der jüdischen Gemeinde zunächst Markelsheim als Filialgemeinde zu Igersheim, nach 1900 war es umgekehrt. 1933 lebten noch elf jüdische Personen in Igersheim. Ende November 1938 wurden die letzten fünf jüdischen Igersheimer über Stuttgart ins KZ Riga-Kaiserwald deportiert.

### Opfer des Holocaust
Von den jüdischen Personen, die in Igersheim geboren wurden oder längere Zeit im Ort wohnten, kamen in der Zeit des Nationalsozialismus die folgenden Personen beim Holocaust nachweislich ums Leben. Sofie Cahn geb. Hartheimer (1872), David Fechenbach (1885), Josef Sigmund Hartheimer (1880), Rosa Hartheimer (1921), Schmai (Schnay) Hartheimer (1877) und Sofie Hartheimer geb. Gutmann (1883).